# ژانگ یانچینگ
ژانگ یانچینگ (انگلیسی: Zhang Yanqing؛ زادهٔ ۱۴ اکتبر ۱۹۷۸)  بازیکن سافت‌بال زن اهل چین بود. در بازی‌های المپیک تابستانی ۲۰۰۰ شرکت کرده‌است.